# Универзитет Френклин
Универзитет Френклин (енгл. Franklin University) је приватни универзитет у Коламбусу. Основан је 1902. године да би служио потребама студената изван традиционалног преддипломског узраста. Студијски програми одржавају се у кампусу Универзитета у округу Дискавери. Међутим, већина студената похађа часове онлајн. Има преко 25 локацијских центара на Средњем западу, а према извештајима просечна старост студената је 34 године.